# Olle Grönstedt
Jan Olov (Olle) Grönstedt, född 5 januari 1924 i Matteus församling i Stockholm, död 24 juni 2017 i Bromma, var en svensk skribent, filmrecensent och skådespelare.
Han är begravd på Norra begravningsplatsen utanför Stockholm.

## Filmografi
- 1958 – Mannekäng i rött
- 1958 – Körkarlen
- 1959 – Ryttare i blått
- 1962 – Vaxdockan
- 1965 – Flygplan saknas
- 1969 – Made in Sweden
- 1974 – En handfull kärlek
- 1978 – Frihetens murar
- 1978 – Chez Nous
- 1979 – Repmånad
- 1979 – Kejsaren
- 1980 – Dubbelstötarna (TV-serie)
- 1982 – Ingenjör Andrées luftfärd
- 1982 – Dubbelsvindlarna (TV-serie)
- 1982 – Brusten himmel
- 1983 – Profitörerna (TV-serie)
- 1983 – Den tredje lyckan (TV-serie)
- 1985 – August Strindberg: Ett liv (TV-serie)
- 1986 – Studierektorns sista strid (TV-serie)

### Fotnoter
1. ↑  ”Arkiverade kopian”. Arkiverad från originalet den 17 augusti 2017. https://web.archive.org/web/20170817121453/https://minnessidor.fonus.se/memorial_page_ads.php?order_id=2190908&set_site_id=2&cat=Ad&title=Death_notice&sign=d851fad6675e6c135381d6843f1c2ab5. Läst 17 augusti 2017.
2. ↑  ”Olle Grönstedt”. Svensk Filmdatabas. http://sfi.se/sv/svensk-filmdatabas/Item/?type=PERSON&itemid=65868&iv=OVERVIEW. Läst 26 augusti 2012.
3. ↑  SvenskaGravar